# Mathias Rust
Mathias Rust (Wedel, 1 juni 1968) is een Duits amateurpiloot en vredesactivist.
Hij is vooral bekend geworden doordat hij op 28 mei 1987 op 18-jarige leeftijd met een Cessna 172P op een brug in de buurt van het Rode Plein in Moskou landde. Hij voerde deze actie naar eigen zeggen uit om de mensheid vrede te brengen. Hij droomde van een wereld die hij Lagonia noemde en waarin kapitalisten en communisten vreedzaam samenleven.

## Vlucht naar Moskou

### Vluchtverloop en landing

Vluchtroute

Rust huurde de Cessna 172 model P bij een Hamburgse vliegsportvereniging voor een "rondvlucht over de Noordzee". Hij startte in Hamburg-Fuhlsbüttel, maakte een tussenlanding op vliegveld Uetersen en verwijderde de achterbank uit het vierzits vliegtuig om plaats te maken voor extra brandstoftanks. Daarna vloog hij via Westerland/Sylt en de Faeröer naar IJsland. Hij bezocht er Höfði, waar in oktober 1986 de topontmoeting tussen de Amerikaanse president Ronald Reagan en de Secretaris-generaal van de Communistische Partij van de Sovjet-Unie Michail Gorbatsjov gehouden was, die leidde tot de ondertekening van het Intermediate-Range Nuclear Forces-verdrag op 8 december 1987. 
Rust vloog vervolgens via Noorwegen naar Finland. Daar landde hij op 25 mei 1987 op vliegveld Malmi bij Helsinki. Op 28 mei 1987 tankte hij op luchthaven Malmi. Hij meldde de verkeersleider dat hij naar Stockholm vloog en vertrok om 12:21. Na zijn laatste radiobericht draaide hij naar het oosten bij Nummela, Vihti. Verkeersleiders trachtten met hem in contact te komen toen hij in de richting van Moskou vloog, maar hij had alle communicatiemiddelen uitgeschakeld. Het vliegtuig van Rust verdween van de Finse radar bij Espoo. De verkeersleiding veronderstelde dat hij was neergestort en waarschuwde de Finse kustwacht. Deze vond een olievlek bij Sipoo, in de buurt van de plek waar Rust van de radar verdwenen was en zocht dit gebied verder af.
Rust kruiste de Fins-Russische grens in de richting van Leningrad en volgde de spoorweg naar Moskou. Hij vloog op 600 meter hoogte, waardoor hij zichtbaar was voor radar. Driemaal dook hij naar 300 m vanwege ijsvorming op zijn vleugels. Hij werd om 14:29 door de Vojska PVO opgemerkt. Omdat hij niet antwoordde op een IFF signaal, werd gevechtscode 8255 aangemaakt en drie SAM-bataljons volgden hem op radar, maar kregen geen toestemming om hem met een luchtdoelraket neer te halen. Sinds Korean Air-vlucht 007 was de legerleiding van de Sovjet-Unie meer terughoudend met neerhalen van mogelijk civiele vliegtuigen. Twee MiG-23-gevechtsvliegtuigen stegen op om hem te onderscheppen. Om 14:48 zag Eerste Luitenant A. Poetsjnin hem en hield hem voor een Jakovlev Jak-12 maar kreeg geen toestemming het vliegtuig neer te schieten en verloor daarna contact. Bij Staraja Roessa verdween Rust van de radar. Het magazine Bunte denkt dat hij daar een landing gemaakt heeft. Bij Pskov dacht de luchtafweer dat het om een leerling-piloot ging die zijn transponder vergeten was. Bij Torzjok dacht de luchtafweer dat het om een reddingshelikopter ging. Verderop dacht de luchtafweer dat het om een trainingsvliegtuig ging. 
Rust bereikte Moskou, waar hij rond 18:15 enkele rondjes boven het Rode Plein en het Kremlin draaide. Omdat op het Rode Plein te veel mensen waren landde hij rond 18:40 op de nabijgelegen Bolsjoj Moskvoretski Brug. Hij bracht het vliegtuig tot stilstand op de parkeerplaats voor touringcars bij de Wassilijwand (Wassilewski spusk) naast de Basiliuskathedraal aan het Rode Plein. Twee uur later werd hij gearresteerd.

### Doel en directe gevolgen voor Rust
Het doel dat Rust met de vlucht had was om de mensheid vrede te brengen. Hij droomde van een wereld zonder IJzeren Gordijn, oorlog en kernwapens. In deze wereld, die hij Lagonia noemde, leefden kapitalisten en communisten vreedzaam samen. Rust zat uiteindelijk een gevangenisstraf van 432 dagen uit in Lefortovo. Hierna keerde hij met een lijnvliegtuig terug naar Duitsland.

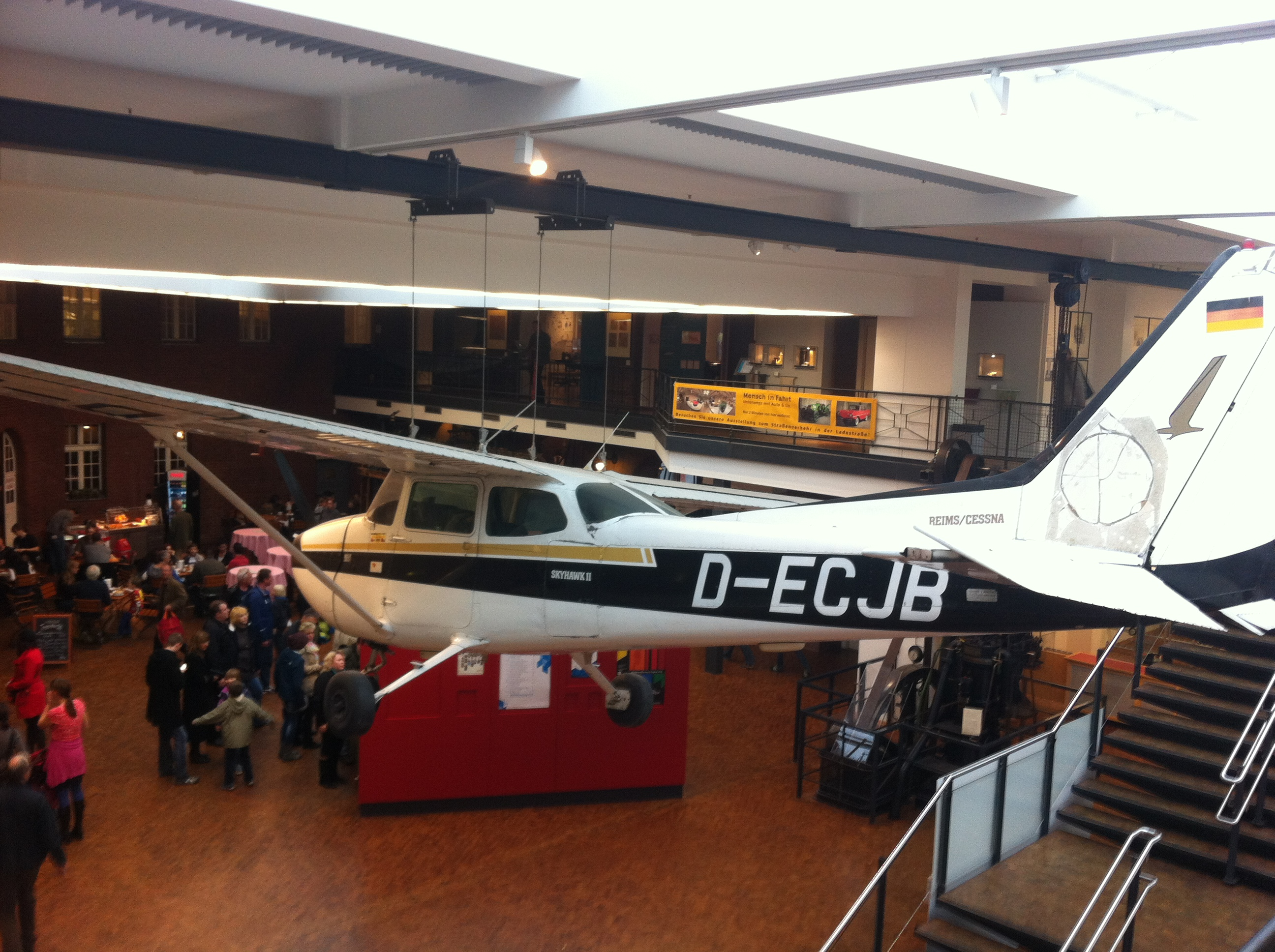
De Cessna waarmee Rust in 1987 naar het Rode Plein vloog hangt sinds 2009 in het Deutsches Technikmuseum Berlin.

### Politieke reactie van Gorbatsjov
Feitelijk had Mathias Rust met deze vlucht Gorbatsjov de kaarten in handen gegeven die onbedoeld de val van het communisme versnelden. Gorbatsjov maakte namelijk van het gat in de luchtverdediging gebruik om af te rekenen met tegenstanders van zijn politiek van perestrojka en glasnost in het algemeen en van het Intermediate-Range Nuclear Forces-verdrag in het bijzonder en ontsloeg onder meer drie maarschalken, onder wie zijn minister van Defensie Sergej Sokolov. Het bleef niet bij deze drie alleen, maar ook honderden conservatieve generaals en kolonels werden met vervroegd pensioen gestuurd, omdat ze tegen de concessies waren die Gorbatsjov aan de Amerikanen had gedaan.

### Media-hype
Bij terugkeer kreeg Rust te maken met veel media-aandacht, bij aankomst op vliegveld van Frankfurt opgewacht door driehonderd journalisten. Hij beantwoordde alleen vragen van het Duitse tijdschrift Stern, omdat hij daaraan zijn verhaal had verkocht voor 100.000 mark (ca. 50.000 euro). Door het tijdschrift werd hij dagenlang geïnterviewd in een pension op de Lüneburger Heide.
Zijn weigering met andere journalisten te spreken maakte een nijdig debat los over chequeboek-journalistiek, betaling voor nieuws. Naast de weigering met journalisten te praten, kwam daarbij dat Stern maar weinig met zijn humeurige uitspraken in de interviews aankon. Van een held veranderde zijn imago in de media hierop in die van een gevaarlijk wereldvreemd en psychisch labiel persoon. Rust voelde zich nu een slachtoffer van een mediahetze, vooral nadat Stern-journalist Erich Follath een verhaal publiceerde waarin hij zich niet herkende en waaruit het hem net leek alsof de journalist hem nog nooit had ontmoet.
De negativiteit na zijn terugkeer trok een zware wissel op Rust. Wekenlang kon hij zich niet op straat vertonen, omdat er altijd wel iemand naar hem schreeuwde en hij soms doodsverwensingen naar zijn hoofd geslingerd kreeg. Hij had maagproblemen en verloor tien kilo aan lichaamsgewicht. Psychisch was het voor hem een moeilijke tijd.

## Latere leven

### Poging tot doodslag
In 1989 werkte Rust in een Duits ziekenhuis in Hamburg-Rissen, waar hij vervangende dienstplicht deed. Hij verwondde daar een vrouwelijke collega met een mes omdat zij van zijn avances niet gediend was. De vrouw wist nauwelijks aan hem te ontkomen. Rust werd hiervoor in 1991 veroordeeld tot tweeënhalf jaar gevangenisstraf. Na vijftien maanden kwam hij vervroegd vrij.

### Verdere media-aandacht
Ook hierna haalde hij telkens weer het nieuws, echter meestal op een negatieve manier. Terwijl hij de eerste jaren kon leven van de publiciteit van zijn gewaagde vlucht naar Moskou, raakte hij in 1996 zodanig in financiële problemen dat hij zich tegenover een rechtbank in Hamburg moest verantwoorden voor gemaakte schulden. Vijf maanden later raakte hij uit de financiële problemen toen hij trouwde met de dochter van een rijke Indiase theehandelaar. Ook bekeerde hij zich toen tot het hindoeïsme.
In 2001 haalde hij opnieuw het nieuws op een negatieve manier, toen hij in een winkel betrapt werd op het stelen van een kasjmier-trui van rond 180 DM. Ondanks de hoge strafeis van circa 10.000 DM, bleef de boete beperkt tot 600 DM.
In 2002 werkte Rust voor een financieel bedrijf in Luxemburg aan projecten in Zuid-Amerika en de Caraïben. Daarnaast startte hij een denktank met de naam Orion & Isis. In een interview vertelde hij dat hij werkte aan vredeszaken en dat hij steun kreeg van 25 mensen, onder wie enkele Nobelprijs-winnaars, van wie hij de namen niet noemde, omdat dat naar zijn mening beter zou werken.
In 2005 werd hij opnieuw veroordeeld vanwege een financieel delict, omdat hij ongedekte cheques had uitgeschreven. Medio jaren nul woonde Rust in Berlijn en was hij getrouwd met zijn tweede vrouw Athena. In deze tijd probeerde hij in zijn onderhoud te voorzien met professioneel pokerspelen en zou hij naar verluidt 750.000 euro hebben gewonnen tijdens een pokerspel in Trinidad.
In 2012 werkte hij als yogaleraar en financieel analist. Voor de kosten voor de yoga-opleiding bleek dat hij een yogaschool in Hamburg had opgelicht.